# Fédéralistes (République helvétique)
Sous la République helvétique, le terme de fédéralistes désigne les personnalités adversaires à l'État central. Ils sont opposés aux unitaires, favorables à une forme de gouvernement centralisée.

## Positionnement politique

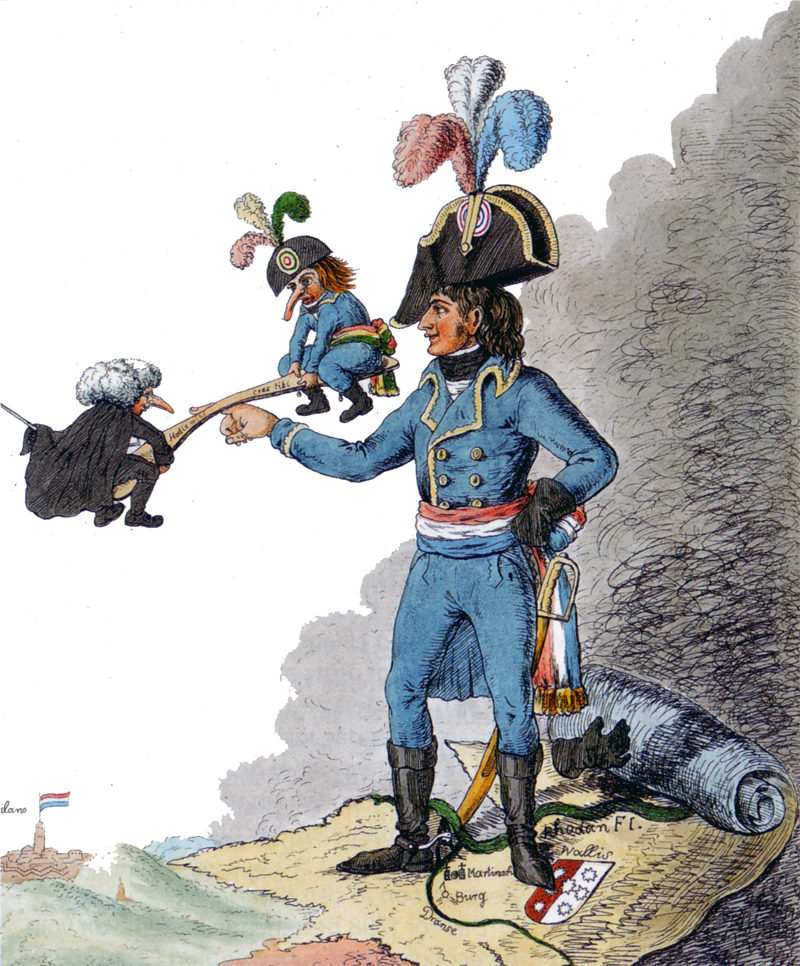
Caricature avec le Premier Consul Napoléon Bonaparte jouant avec un balancier sur lequel sont assis un fédéraliste (à gauche avec une perruque et habit noir) et un unitaire (à droite avec un bicorne).

Fondamentalement contre l'idée d'un système centralisée à la française, certains fédéralistes veulent revenir à une forme de gouvernement similaire à la Confédération des XIII cantons (de même que le retour des bailliages communs et des territoires soumis, Untertanengebiet (de) en allemand). Ils sont ainsi idéologiquement opposés aux unitaires (favorables à un État centralisé et aux idéaux de la Révolution française).
Ils sont opposés à la Constitution de la Malmaison, qu'ils voient comme donnant trop de pouvoir à l'État central. Leurs liens avec les réactionnaires, favorables à un modèle proche de l'Ancien Régime, sont flous.

## Guerre des Bâtons
Lors de la Stecklikrieg (litt. Guerre des Bâtons) durant l'été 1802, ils parviennent à se débarrasser de la structure étatique de la République helvétique.

## Membres

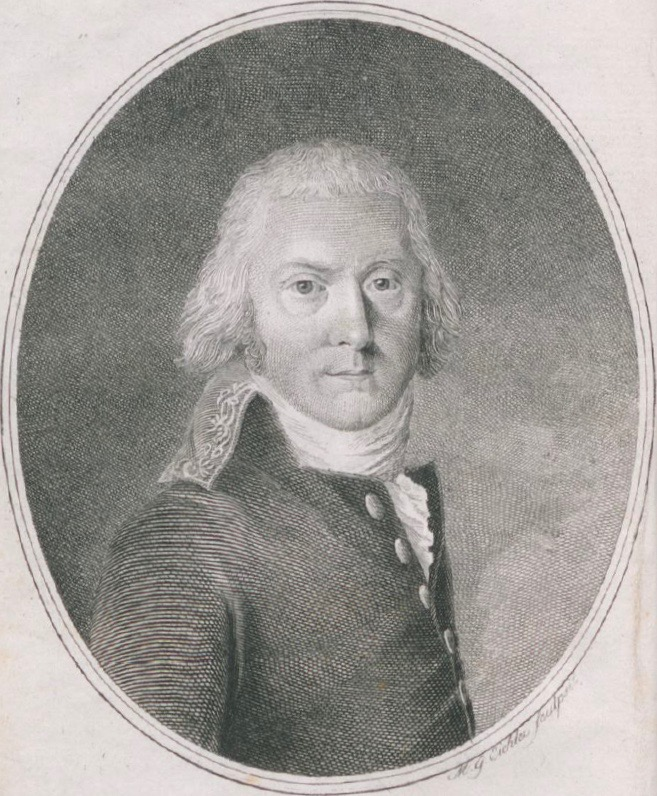
Alois von Reding, officier schwytzois, membre du parti fédéraliste.

Dans les rangs se trouvent des membres du patriarcat des petites et grandes villes suisses, de même que des familles dirigeantes de Suisse centrale. À ceux-ci viennent s'ajouter des ecclésiastiques catholiques et protestants. À leur tête se trouve l'officier schwytzois Alois von Reding.